# 格尔德·基舍
格尔德·基舍（德語：Gerd Kische，1951年10月23日—），德国男子足球运动员，司职后卫。他曾代表东德国奥队参加1976年夏季奥林匹克运动会足球比赛，获得一枚金牌。